# 抗利尿激素
抗利尿激素（英語：vasopressin，也稱為 ，簡稱 ），又称精氨酸血管加压素（, ）、血管升压素、血管加壓素等，是一种多肽激素，在人体中的主要作用是控制尿排出的水量。抗利尿激素主要是在下視丘的視上核（SON）和視丘室旁核（PVN）合成，經由神經軸突輸送至腦下垂體後葉儲存，在適當的生理狀況下可由腦下垂體後葉釋放抗利尿激素至血流中，但目前研究也有發現抗利尿激素可直接被釋放進入腦中，影響中樞神經系統運作。

## 结构
血管加壓素首先是在豬身上發現的，其中第八胺基酸為赖氨酸，猫的血管加壓素亦如此，我们称其為赖氨酸血管加压素(LVP, Lysine Vasopressin)或赖氨酸加压素(Lypressin)：
爾後，在人體發現的血管加壓素，其第八胺基酸為精氨酸。人与大多数哺乳动物的血管加壓素均如此。為了和先前發現的血管加壓素有所區隔，我們便稱在人體發現的血管加壓素為精氨酸血管加壓素(Arginine Vasopressin)或精氨酸加压素(argipressin)：
血管加壓素由9个氨基酸组成。文献中常称其为八肽，是因为其中两个半胱氨酸残基(第一和第六胺基酸殘基)被当成一个胱氨酸来计算。

## 主要生理作用

### 在腎臟中
抗利尿激素作用在遠曲小管和集尿管细胞膜上的V2受体，使Gs蛋白与腺苷酸环化酶耦联，导致细胞内的cAMP增加，从而激活蛋白激酶A。蛋白激酶Ac活化水通道蛋白2，使其附著在頂膜上，形成水通道，增加水的再吸收。因为水的再吸收增加，使体内血液含量上升，从而导致血压上升，並促使血液滲透壓降低。

### 在心血管系統中
血管加壓素作用在週邊血管表皮細胞上V1a受體，活化Gq蛋白，引起一連串第二信使作用(磷脂肌醇與鈣離子)，導致細胞內鈣離子濃度增加，使平滑肌產生收縮，因而增加血壓。

## 調節機制
血管加壓素的合成與釋放可受下列幾個因素調節：
- 透過下視丘的滲透壓感受器（英语：osmoreceptor）(視上核和視丘室旁核本身便是一種滲透壓感受器，但它們亦可接受鄰近其他的滲透壓感受器的神經調節)。當滲透壓感受器感受到血液滲透壓上升，它便會促進抗利尿激素的合成，並同時促進儲存在腦下垂體後葉的抗利尿激素釋放於血流之中，當抗利尿激素結合在腎臟遠曲小管和集尿管上之V2受器時，引發一連串訊號轉導，結果導致水分再吸收增加，因而血液中的滲透壓便可降低，此低滲透壓可迴饋抑制抗利尿激素之合成與釋放。滲透壓感受器對於血液中的溶質鈉離子有極高的專一性，進而促進抗利尿激素信使核糖核酸之表現。
- 透過存在於右心房、心主動脈弓和颈动脉窦上的壓受容器（英语：baroreceptor）。當血容積減少時(如大量失血)，壓受容器便能感受到此一變化，引發一連串信號轉導，促使血管加壓素釋放於血流之中，當其作用在血管表皮細胞上的V1a受器時，便活化Gs蛋白，引發第二信使作用導致細胞內鈣離子濃度增加，平滑肌便能產生收縮，因而增加血壓，此增加的血壓便可迴饋抑制血管加壓素之合成與釋放。
- 透過膽囊收縮素。此一調控機制目前還未明瞭。[4]

## 相關疾病
當抗利尿激素的釋放量減少或腎臟V2受器對於抗利尿激素的敏感度下降時，嚴重時便會引起尿崩症，由於保水能力下降，患者體內便會出現高血鈉症、多尿症和多渴症。
當抗利尿激素釋放過多(患抗利尿分泌異常症时)，使人體經由腎臟排水的能力降低，便可能導致低血鈉症。

## 延伸閱讀
- Rector, Floyd C.; Brenner, Barry M.  7th. Philadelphia: Saunders. 2004. ISBN 0-7216-0164-2. （原始内容存档于2016-03-03）.
- Mastropietro CW. . OA Critical Care. May 2013, 1 (1): 7  [2016-03-17]. doi:10.13172/2052-9309-1-1-680. （原始内容存档于2020-08-31）.

## 参看
- 泌尿系统
- 鈉
- 心房利鈉肽
- 醛固酮

## 外部連結
- Molecular neurobiology of social bonding: Implications for autism spectrum disorders （页面存档备份，存于） a lecture by Prof. Larry Young, Jan. 4, 2010.
- Serum Osmolality Calculator （页面存档备份，存于）